# Simposi
|  | No s'ha de confondre amb Conferència o Convencions. |

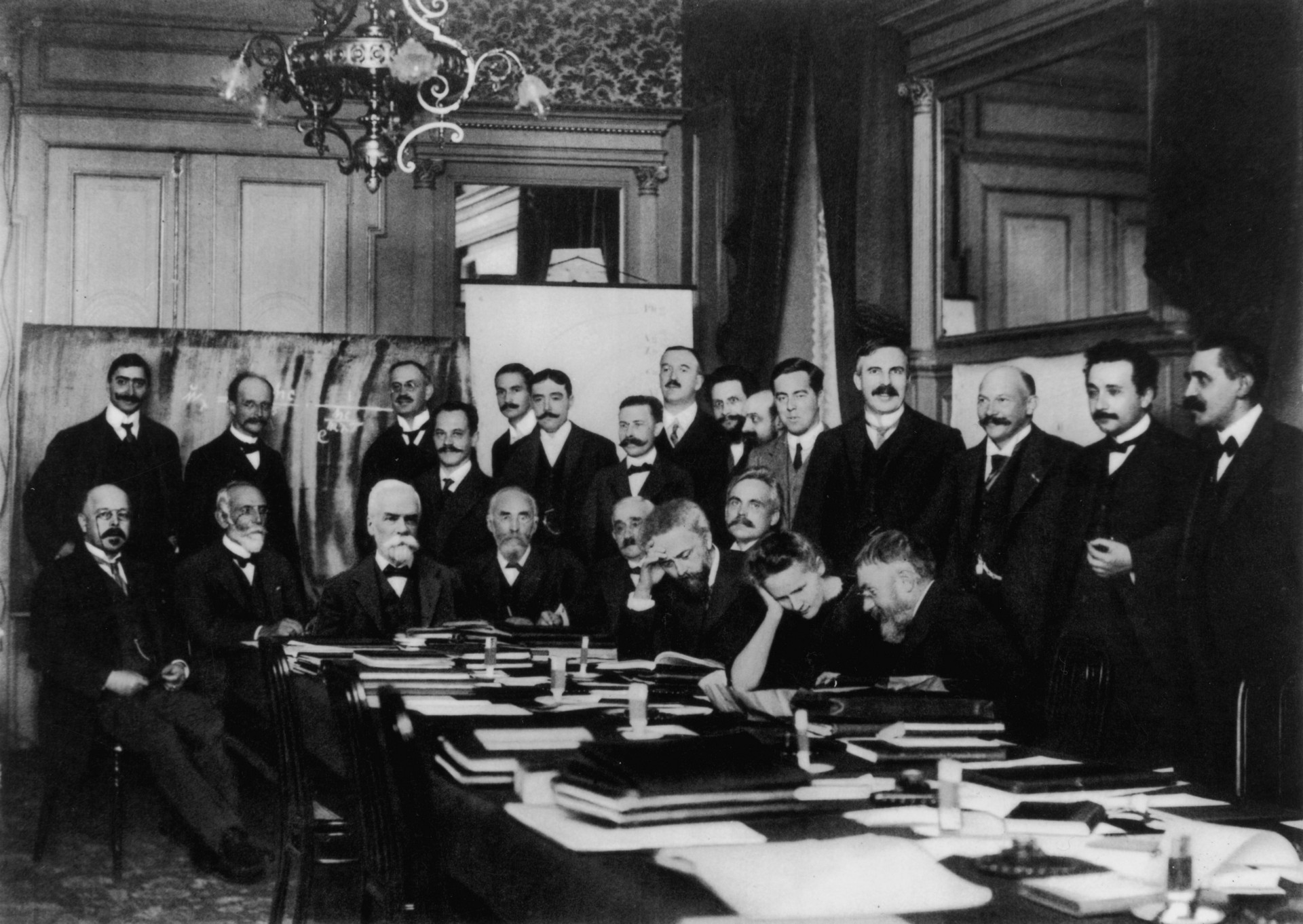
Assistents al famós primer congrés de Solvay.

Simposi o congrés científic, és la denominació utilitzada per a diverses conferències  acadèmiques i altre tipus de reunions amb una finalitat de discussió, difusió, i/o intercanvi de coneixements.

## Descripció
És una reunió orientada a la difusió o intercanvi de coneixements. Els congressos s'identifiquen pel fet que els assistents adopten un rol interactiu participant activament en ponències, fòrums i debats. Segons la Spain Convention Bureau, les temàtiques més comunes dels congressos a Espanya, per ordre d'importància, són:
- Mèdiques
- Comercials
- Públiques
- Tecnològiques
- Universitàries

També, els partits polítics decideixen la dinàmica, el programa i les estratègies a seguir en un període concret de temps a través de congressos.
Per tal de fer més atractiva l'assistència a un congrés, les entitats organitzadores es bolquen a l'organització d'activitats complementàries o paral·leles. Així, és habitual dissenyar un programa alternatiu per als acompanyants consistents en activitats turístiques o d'oci. Les activitats complementàries a les reunions són per ordre d'importància:
- gastronòmiques
- turístiques
- culturals
- comercials